# Cantonul Flers-Nord
Cantonul Flers-Nord este un canton din arondismentul Argentan, departamentul Orne, regiunea Basse-Normandie, Franța.

## Comune
| Comune                                                                                | Populație (1999) | Cod poștal | Cod INSEE |
| ------------------------------------------------------------------------------------- | ---------------- | ---------- | --------- |
| Aubusson                                                                              | ...              | 61100      | 61011     |
| La Bazoque                                                                            | ...              | 61100      | 61030     |
| Caligny                                                                               | ...              | 61100      | 61070     |
| Cerisy-Belle-Étoile                                                                   | ...              | 61100      | 61078     |
| Flers                                                                                 | ... (1)          | 61100      | 61169     |
| Montilly-sur-Noireau                                                                  | ...              | 61100      | 61287     |
| Saint-Georges-des-Groseillers                                                         | ...              | 61100      | 61391     |
| (1) La fraction de commune située sur ce canton (population municipale totale : ...). |                  |            |           |